# Most (film 1959)
Most (niem. Die Brücke) – niemiecki dramat wojenny z 1959 roku w reżyserii Bernharda Wickiego. Film zdobył Złoty Glob za najlepszy film nieanglojęzyczny i był nominowany do Oscara. Zdjęcia do filmu powstały w bawarskim miasteczku Cham.

## Opis fabuły
Kwiecień 1945. Kilku szesnastolatków po jednodniowym przeszkoleniu zostaje skierowanych do obrony nie mającego większego strategicznego znaczenia mostu. Zadanie nie wydaje się trudne, lecz w wyniku zaskakujących przegrupowań na froncie chłopcy zmuszeni są powstrzymywać atak amerykańskich czołgów. Walczą bohatersko i giną jeden za drugim, przez chwilę nawet nie myśląc o poddaniu się, jednak w końcu ich ofiara okazuje się bezsensowna. W momencie, gdy Amerykanie straciwszy kilka czołgów cofają się, nadchodzi grupa saperów z zamiarem wysadzenia mostu.

## Obsada
- Folker Bohnet jako Hans Scholten
- Fritz Wepper jako Albert Mutz
- Michael Hinz jako Walter Forst
- Frank Glaubrecht jako Jurgen Borchert
- Karl Michael Balzer jako Karl Horber
- Volker Lechtenbrink jako Klaus Hager
- Günther Hoffmann jako Sigi Bernhard
- Cordula Trantow jako Franziska
- Wolfgang Stumpf jako Stern
- Günter Pfitzmann jako Heilmann
- Heinz Spitzner jako Fröhlich
- Siegfried Schürenberg jako Podpułkownik
- Ruth Hausmeister jako Pani Mutz

i inni

## Nagrody i nominacje
- Oscary 1960
  - Nominacja: Najlepszy film nieanglojęzyczny

- Złote Globy 1960
  - Wygrana: Najlepszy film nieanglojęzyczny

- National Board of Review
  - Wygrana: Najlepszy film zagraniczny